# 26 avril 1997
Le samedi 26 avril 1997 est le 116e jour de l'année 1997.

## Naissances
- Kirill Kaprizov, joueur professionnel russe de hockey sur glace
- Moritz Wagner, joueur de basket-ball allemand

## Décès
- Hideo Fujimoto (né le 10 mai 1918), joueur de baseball japonais
- James Joseph Colledge (né en 1908), historien britannique
- John Beal (né le 13 août 1909), acteur américain
- Peng Zhen (né le 12 octobre 1902), homme politique chinois
- Valery Obodzinsky (né le 24 janvier 1942), chanteur russe

## Événements
- Course cycliste Amstel Gold Race